# Этамп (графство)
Графство Этамп (фр. comté d'Étampes) — феодальное княжество во Франции, существовавшее с 13 по 16 век.
Первый граф — Луи д’Эврё, сын короля Филиппа III, получивший Этамп в апанаж в 1298 году.
В 1375 году жена графа Людовика д’Эврё Жанна де Бриенн-Э, испытывавшая финансовые затруднения, с согласия мужа заключила договор с Жаном Беррийским. В обмен на определённую сумму денег они признавали его своим наследником в случае, если у них не будет детей.
Жан Беррийский, в свою очередь, обязался передать графство Этамп герцогу Бургундии, однако после убийства Людовика Орлеанского (1407) отказался исполнить своё обещание. Герцог Бургундский силой захватил Этамп и намеревался передать его своему племяннику Жану де Неверу — правнуку Жана Беррийского.
В 1411 году Этамп был отвоёван французскими войсками. Парламент постановил, что согласно своему статусу апанажа графство подлежит включению в состав королевского домена.
В 1536 году графство повышено в статусе до герцогства.

## Список графов Этампа
- 1298—1319: Луи Французский (1276—1319), сын короля Филиппа III. Носил титул барона д’Этамп.
- 1319—1336: Шарль д’Этамп (1305—1336), сын.
- 1336—1400: Луи д’Этамп (1336—1400), сын.
- 1400—1416: Жан I де Берри (1340—1416), сын короля Иоанна II.
- 1416—1421 — к королевскому домену.
- 1421—1438 (титулярный): Ришар де Бретань (1395—1438), сын бретонского герцога Жана IV.
- 1438—1477 (титулярный): Франсуа де Бретань (1435—1488), с 1458 герцог Бретани Франциск II.
- 1478—1500: Жан де Фуа-Этамп (1452—1500), сын Гастона IV де Фуа-Беарна, был женат на Марии Орлеанской, сестре короля Людовика XII.
- 1500—1512: Гастон де Фуа, герцог де Немур (1489—1512), сын.
- 1512—1514: Анна Бретонская, жена Людовика XII.
- 1514—1524: Клод Французская (1499—1524), дочь.
- 1526—1534: Жан де Ла Барр, получил графство Этамп в пожизненное владение.

В 1534 году король Франциск I выдал замуж свою любовницу Анну де Писло за Жана IV де Бросса и пожаловал им графство Этамп, а ещё через два года возвёл его в ранг герцогства.